# RIM-7 Sea Sparrow
RIM-7 Sea Sparrow («Сі Спе́рроу») — американська корабельна зенітна і протиракетна система малої дальності, призначена в основному для захисту від протикорабельних ракет. Система була розроблена на початку 1960-х років на базі ракети класу «повітря-повітря» AIM-7 Sparrow як легка зброя «точкової оборони», яку можна було якнайшвидше модернізувати для використання на існуючих кораблях, часто замість існуючої гарматної зенітної зброї. У цьому втіленні це була дуже проста система, керована радіолокаційним підсвіченням, що наводиться вручну.
Після взяття на озброєння система зазнала значного розвитку в автоматизовану систему, подібно до інших ракет Військово-морських сил США, таких як RIM-2 Terrier. Сучасні модернізації RIM-7 Sea Sparrow для використання у форматі «повітря-повітря» призвели до аналогічних покращень Sea Sparrow протягом 1970-х і 80-х років. Після цього роль ракети «повітря-повітря» перейшла до AIM-120 AMRAAM, а Sea Sparrow пройшла серію модернізацій виключно для виконання військово-морських завдань. Зараз вона нагадує AIM-7 лише в загальному вигляді; вона більша, швидша і має нову головку самонаведення і систему запуску, придатну для вертикального пуску із сучасних військових кораблів.
Через п'ятдесят років після розробки Sea Sparrow залишається важливою частиною ешелонованої системи протиповітряної оборони, забезпечуючи компонент малої/середньої дальності, особливо ефективний проти морських ракет.

## Історія

### Передумови
Високошвидкісні реактивні літаки, що літають на малих висотах, становили серйозну загрозу для військово-морських сил наприкінці 1950-х років. Наближаючись до місцевого горизонту кораблів, літак раптово з'являвся на відносно близьких відстанях, даючи кораблям лише кілька секунд на відповідь, перш ніж літаки могли атакувати та віддалилися. Це давало літаку величезну перевагу над більш ранньою зброєю, такою як пікіруючі бомбардувальники або торпедоносці, низька швидкість яких дозволяла з певною ефективністю атакувати їх зенітними гарматами. Перевага була настільки великою, що, коли Військово-морські сили Великої Британії зіткнулися із загрозами від нового радянського крейсера типу «Свердлов», вони відповіли нелінійним способом, запустивши для атаки літак Blackburn Buccaneer.
Подальше вдосконалення спроможностей авіації проти кораблів зумовило використання різноманітної високоточної зброї. Ранні розробки вперше були використані під час Другої світової війни з ручним управлінням зброєю, такою як Fritz X, і еволюціонували в напівавтономні крилаті ракети, такі як КС-1 Комета, які покладалися на комбінацію початкового наведення від літака з якого здійснюється пуск та терміналу наведення на самій ракеті. Ці системи дозволяли літакам здійснювати атаки поза зоною дії корабельних зенітних засобів у відносній безпеці. Лише присутність оборонних винищувачів, що діють на великих відстанях від кораблів, могла забезпечити прикриття від цих атак, атакуючи літаки-носії, перш ніж вони зможуть наблизитися до кораблів.
Доктрина Військово-морських сил США наголошувала на повітряному прикритті великої дальності для протидії як високошвидкісним літакам, так і ракетам, а розробка новітніх засобів захисту малої дальності в основному ігнорувалась. Поки Військово-морські сили розробляли дорогі винищувачі великої дальності, такі як Douglas F6D Missileer, більшість кораблів все ще мали стару зброю, як правило, 40-мм гармати Bofors або 20-мм гармати Oerlikon. До початку 1960-х років їхні спроможності проти сучасних літаків і ракет були обмежені; відсутність швидкореагуючих установок, радарів обмеженої точності та тривалий час встановлення систем керування вогнем означало, що гармати навряд чи зможуть ефективно реагувати на високошвидкісні літаки.
Взяття на озброєння ракет морського скімінгу різко посилило загрозу цим кораблям. На відміну від протикорабельних ракет попереднього покоління, морські скімери наближалися до корабля на низькому рівні, як штурмовик, ховаючись до останнього моменту. Ракети були відносно невеликими, і їх набагато важче вразити, ніж атакуючий літак. У той час як старіші засоби захисту можна було вважати серйозною загрозою для великого літака на низькій висоті або ракети, що наближається на більшій висоті, проти ракети, що летить близько до рівня моря, вони були неефективні. Щоб успішно протистояти цій загрозі, кораблі потребували нової зброї, здатної атакувати цілі, щойно вони з'являться, достатньо точної зброї, що з високою ймовірністю знищувала б ракети з першої спроби, оскільки на другу спробу буде мало часу.

### Точкова протиракетна система (PDMS)
Армія США зіткнулася з подібною проблемою, захищаючись від атак високошвидкісних реактивних штурмовиків. У цьому випадку місцевий горизонт був ще більш обмеженим, заблокованим деревами та пагорбами, і час на відповідь міг вимірюватися секундами. Армія США прийшла до висновку, що система на базі гарматної зброї просто непридатна для цих завдань; до того моменту, як радар зафіксувався і приціл обчислив належне «випередження», не було б часу стріляти по цілі, поки вона перебувала на відносно невеликій відстані від гармати. Ракети, з іншого боку, могли поступово підлаштовувати своє наближення, коли вони летіли до цілі, а їхні радіопідривники означали, що їм потрібно лише підійти «достатньо близько».
У 1959 році Армія США почала розробку системи MIM-46 Mauler, яка мала нову високошвидкісну ракету на гусеничному шасі M113 Armored Personnel Carrier Carrier разом із пошуковим радаром середньої дальності та окремим радаром спостереження та підсвічення. Для забезпечення необхідного швидкого реагування система керування вогнем була напівавтоматичною; оператори бачили цілі на пошуковому радарі та визначали їх пріоритети, система керування вогнем вибирала б ті, що знаходяться в радіусі атаки, автоматично спрямовувала б ракети на них і запускала б їх. Оскільки ракета працюватиме близько до землі в умовах сильної захаращеності, вона використовувала комбінацію променя, що рухається вздовж радіолокатора підсвічення, і інфрачервоного самонаведення в носовій частині, що дозволяло відстежувати відсутність перешкод на шляху ракети.
Ті самі основні параметри ураження — висока швидкість і пов'язаний з нею малий час прицілювання — також застосовуються до морських літаків і ракет. Військово-морські сили мали намір адаптувати MIM-46 Mauler для використання на борту кораблів, прибравши пошуковий радар і підключивши його до існуючих корабельних радіолокаційних систем. 9-ярусна пускова установка та радар підсвічення будуть збережені у відносно компактному кріпленні. Розробка почалася в 1960 році в рамках програми «Point Defence Missile System» (PDMS, укр. Точкова ракетна система оборони), військово-морська версія буде відома як «RIM-46A Sea Mauler». Військово-морські сили були настільки впевнені в Sea Mauler, що вони змінили конструкцію своїх останніх фрегатів класу «Нокс», виділивши простір на задній палубі для пускової установки Sea Mauler.
Довіра Військово-морських сил США до Sea Mauler виявилася марною; до 1963 року програму було знижено до суто технологічних зусиль через триваючі проблеми, і вона була повністю скасована в 1965 році. Усі три зацікавлені сторони, армія США, ВМС США та Британська армія, почали шукати заміну. У той час як британці застосували довгостроковий підхід і розробили нову ракету Rapier, армія і флот США намагалися знайти систему, яку можна було б розгорнути якомога швидше. Зіштовхнувшись з проблемою наведення в умовах захаращення, армія вирішила адаптувати ракету з інфрачервоним наведенням AIM-9 Sidewinder до MIM-72 Chaparral. Нова система базучвалася на AIM-9D і була неефективною для потенційних цілей Військово-морських сил. Їм була потрібна система радіолокаційного наведення, і це, природно, призвело до створення AIM-7 Sparrow. Вони також розглядали Chaparral для менших кораблів через його набагато менший розмір, але жодних спроб такої адаптації не було.

### Базовий точковий протиракетний комплекс (BPDMS)

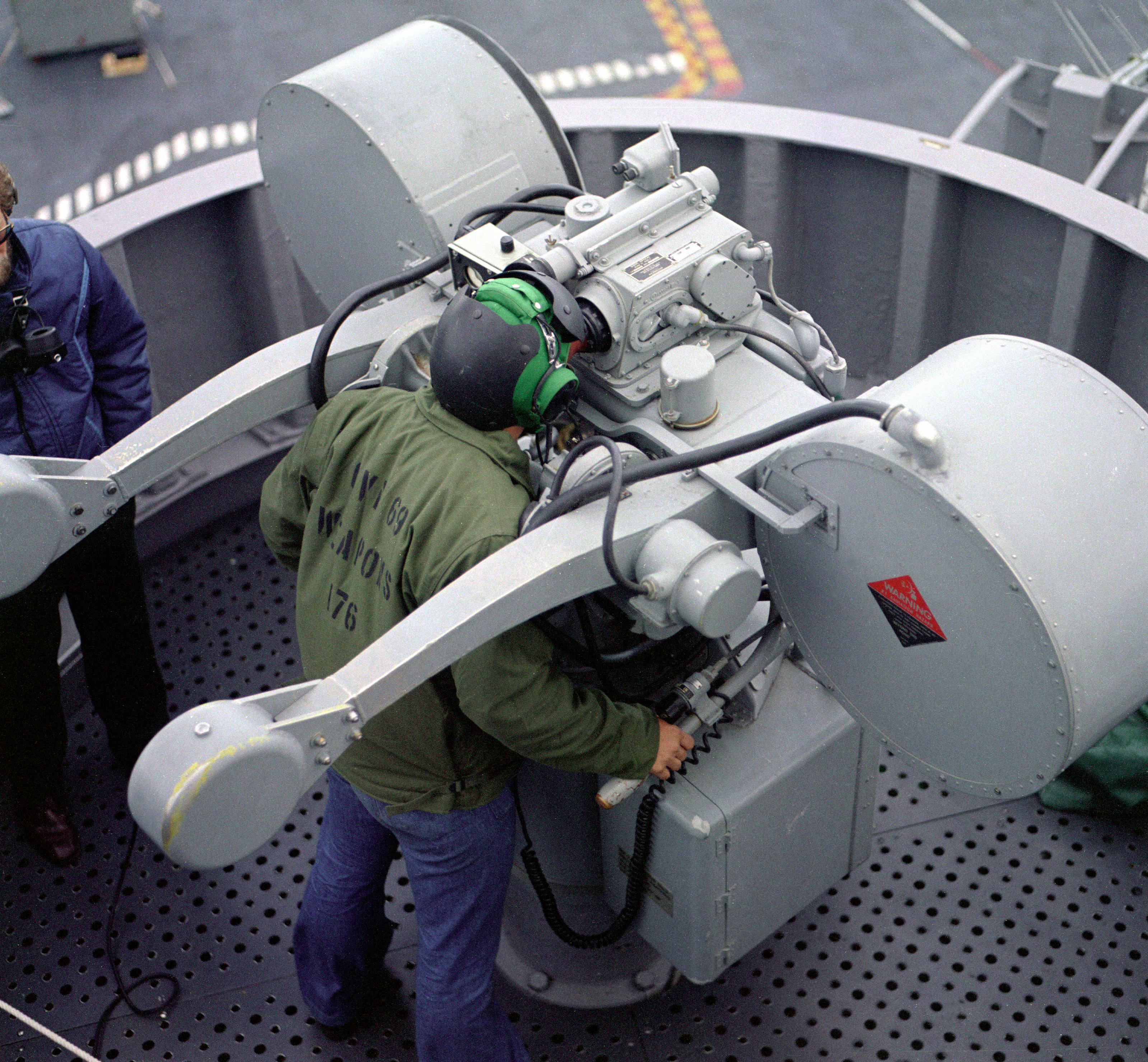
Апарат ручного управління Mark 115, який спочатку використовувався для наведення Sea Sparrow на цілі як частина базового точкового протиракетного комплексу.

Швидко організувавши «базову точкову протиракетну систему» (англ. Basic Point Defense Missile, BPDMS), ракета AIM-7E, що запускається із F-4 Phantom була адаптована для використання на борту корабля з дивовижною швидкістю. Основними розробками були нова навчальна пускова установка Mark 25, розроблена на базі пускової установки ASROC, і радіолокаційний підсвітлювач Mark 115 з ручним наведенням, який виглядав як два великих прожектора. Застосування було надзвичайно простим; оператор отримував сигнали про цілі за допомогою голосових команд від операторів пошукових радарів, а потім повертав підсвітлювач на ціль. Відносно широкий промінь радара повинен спрямовуватися лише в загальному напрямку цілі, безперервний хвильовий сигнал був мав доплерівсько зміщеною рухомою ціллю та сильно виявлявся, навіть якщо він не був центрований у промені. Пускова установка автоматично слідувала б за рухами підсвітлювача, щоб після запуску ракети вона відразу бачила сигнал, що відбивається від цілі.
У такому форматі Sea Sparrow випробовували на ескортному міноносці USS Bradley, починаючи з лютого 1967 року, але цю установку було знято, коли Bradley відправили до В'єтнаму пізніше того ж року. Випробування тривали, і між 1971 і 1975 роками Sea Sparrow було встановлено на 31 кораблі класу «Нокс», на корпуси із 1052 по 1069 і з 1071 по 1083. «Зниклий корабель» цієї серії, Downes (DE-1070), натомість використовувався для тестування оновленої версії (див. нижче).
Sea Sparrow була далекою від ідеальної зброї. Її ракетний двигун був розроблений з припущенням, що він буде запускатися на високій швидкості з літака, і тому оптимізований для тривалого польоту з відносно низькою потужністю. У ролі «земля-повітря» краще було б мати дуже високе прискорення, щоб дозволити йому якнайшвидше перехоплювати морські цілі. Профіль потужності також підходить для крейсерських польотів у розрідженому повітрі на великих висотах, але на низьких висотах він не виробляє достатньо потужності для подолання опору та різко зменшує дальність; деякі оцінки показують, що Sea Sparrow може бути ефективним лише на відстані 10 кілометрів (6,2 миль), що становить приблизно чверть дальності повітряної версії Sparrow. Двигун набагато більшої потужності значно покращить продуктивність, незважаючи на менший час роботи.
Інша проблема полягає в тому, що Sparrow керується за допомогою маневрених крил, розташованих посередині. Вони використовувалися на Sparrow, тому що вони вимагали менше енергії для основних маневрів під час польоту, але це робило ракету менш маневреною в цілому, що не дуже підходило для зброї швидкого реагування. Крім того, електроприводні крила означали, що їх не можна було легко пристосувати до складання, і тому пускові камери були підібрані відповідно до крил замість корпусу ракети, займаючи набагато більше місця, ніж потрібно. Незважаючи на те, що Sea Sparrow задумувалася як невелика ракетна система, яка може бути встановлена на різноманітних кораблях, пускова установка була відносно великою і використовувалася лише для більших фрегатів, есмінців та авіаносців. Нарешті, підсвітлювач з ручним наведенням мав використовуватися вночі чи за поганої погоди, що навряд чи було ефективним для корабельної зброї, де туман був звичайним явищем.

### Покращена базова система протиракетної оборони (IBPDMS)

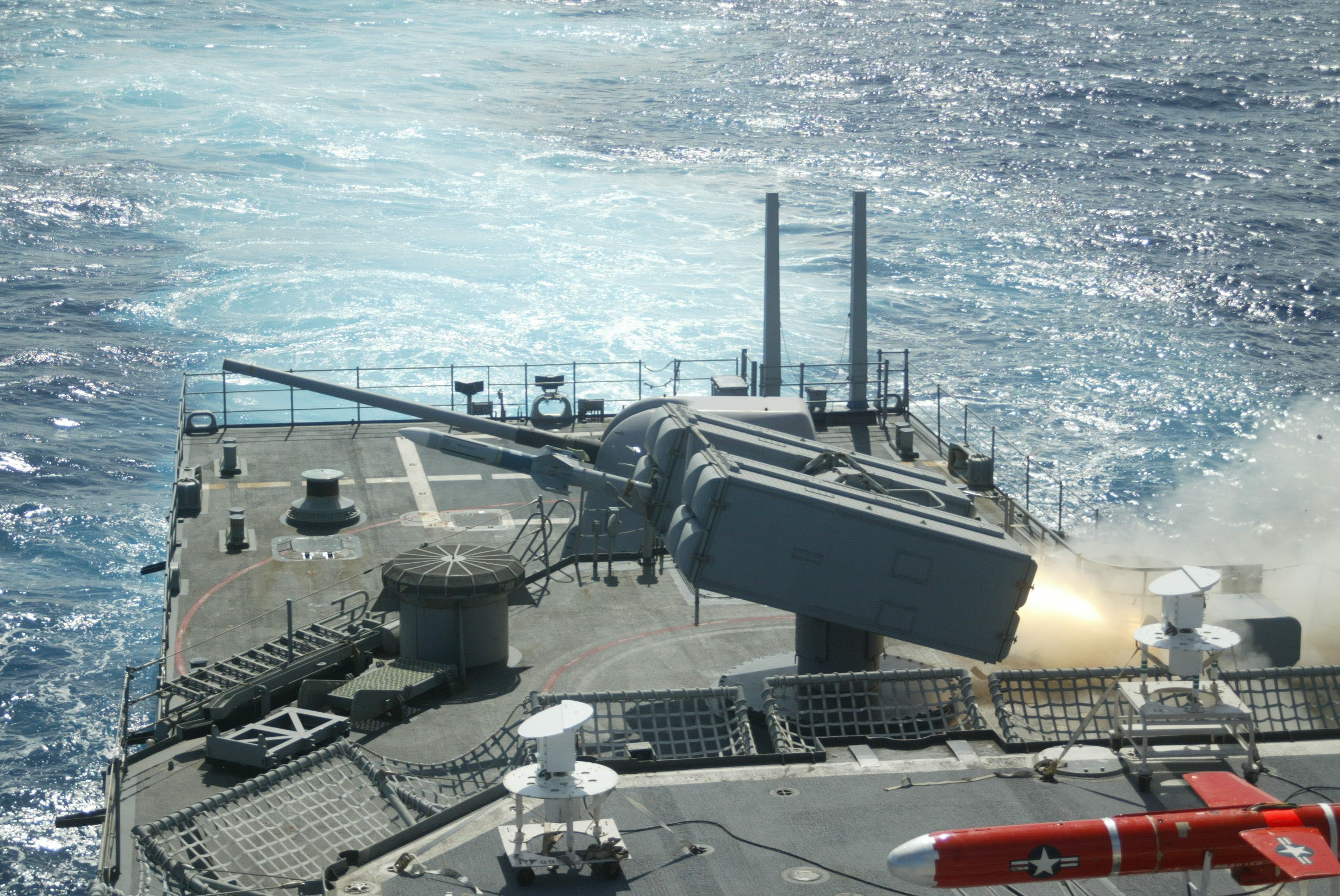
здійснює пуск ракети Sea Sparrow, із все ще складеним середнім крилом, коли вона відлітає з пускової установки NSSM Mark 29 5 листопада 2003 року.

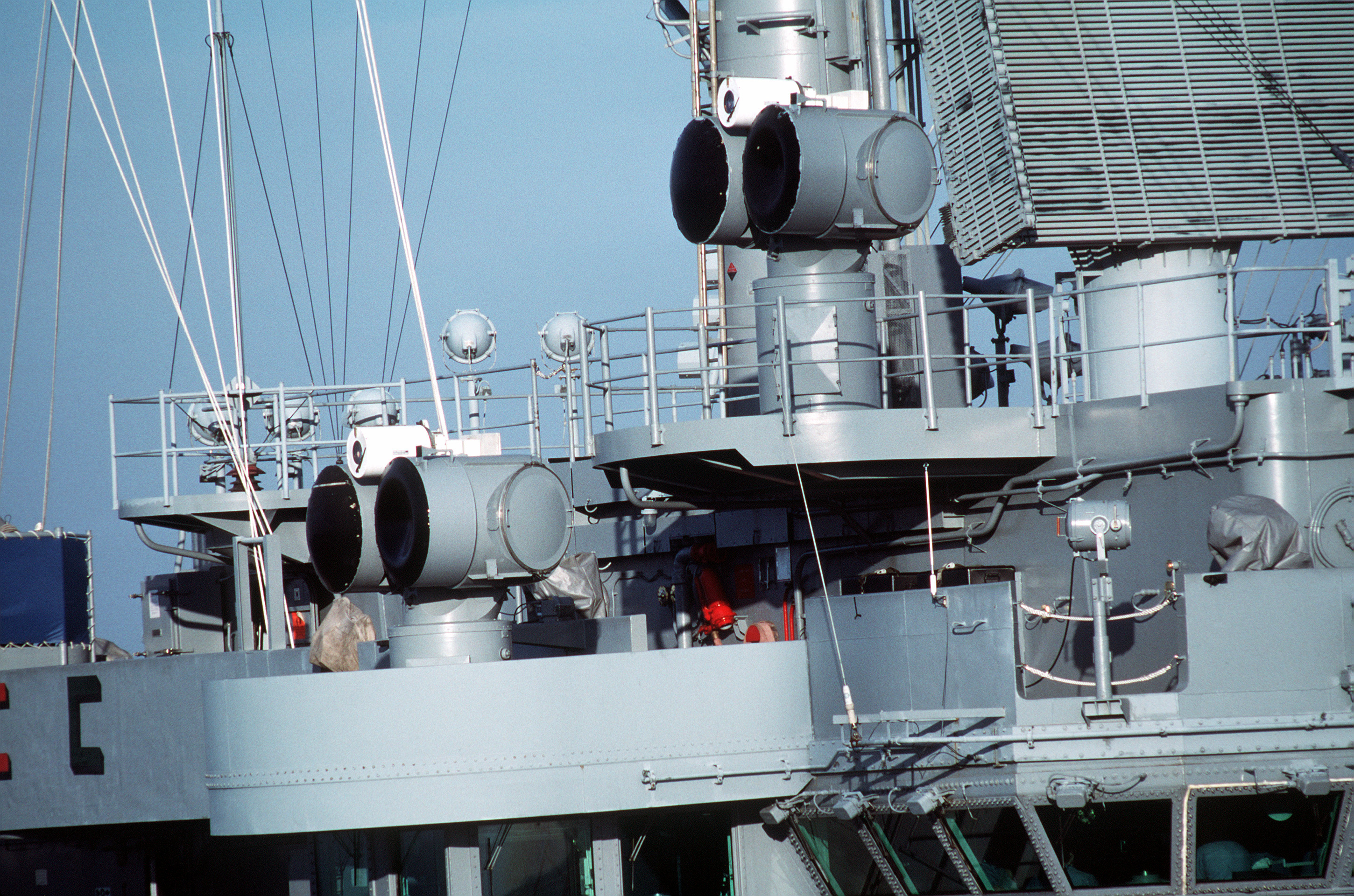
Два автоматизовні підсівтлювані радара Mark 95, які використовуються для наведення Sea Sparrow на ціль.

У 1968 році Данія, Італія та Норвегія підписали угоду з ВМС США про використання Sea Sparrow на своїх кораблях і співпрацю над вдосконаленням версій. Протягом наступних кількох років ряд інших країн приєдналися до Офісу проєкту НАТО SEASPARROW (англ. NATO SEASPARROW Project Office, NSPO), і сьогодні він включає 12 держав-членів. Під егідою цієї групи програма «Покращена базова ракетна система точкової оборони» (англ. Improved Basic Point Defense Missile System, IBPDMS) розпочалася ще під час розгортання початкової версії Sea Sparrow.
Покращена базова система протиракетної оборони з'явився як RIM-7H, яка, по суті, була ракетою RIM-7A з крилами, розташованими посередині, модифікованими, щоб їх можна було складати. Це було зроблено подібно до палубних літаків; крила шарнірно закріплювалися в точці приблизно на 50 % уздовж розмаху, при цьому зовнішні частини були повернуті назад до корпусу ракети. Це дозволило зберігати їх у більш щільних контейнерних трубках у новій пусковій установці Mark 29 і автоматично відкривати їх, коли ракета виходила з труби.
Голівка самонаведення була модифікована для роботи з різними радарами наведення, в тому числі з тими, що використовуються з існуючими європейськими ракетними системами. Виробництво RIM-7H почалося в 1973 році як Ракетна система НАТО Sea Sparrow (англ. NATO Sea Sparrow Missile System, NSSMS) Block I. Для використання ВМС США також була представлена нова система підсвічення Mark 95, подібна до оригінальної Mark 115, але з автоматичним наведенням, яку можна було використовувати в будь-яку погоду. Mark 95 лягла в основу високоавтоматизованої системи управління вогнем Mark 91.

### Модернізація ракет
У 1972 році компанія Raytheon розпочала програму модернізації Sparrow для озброєння майбутнього винищувача F-15 Eagle, створивши AIM-7F. Модель F замінила стару аналогову систему наведення на твердотільну версію, яка могла працювати з новим імпульсно-доплерівським радаром F-15. Система наведення була набагато меншою, що дозволяло перемістити боєголовку з її колишнього положення в задній частині в положення перед розташованими посередині крилами, а також збільшити вагу бойової частини до 39 кг. Переміщення боєголовки вперед також дозволило збільшити ракетний двигун, тож його замінили новим двигуном подвійної тяги, який швидко розганяв ракету до вищих швидкостей, а потім встановлював нижчу тягу для крейсерського польоту. Нові ракети були швидко адаптовані для військово-морських завдань подібно до RIM-7H, створивши RIM-7F. Нова ракета використовувала нижче позначення моделі, незважаючи на новішу технологію, ніж модель H.
Після цього була ще одна серйозна модернізація AIM-7 — AIM-7M. Модель M мала нову моноімпульсну радіолокаційну головку самонаведення, яка дозволяла запускати її з літального апарата на більшій висоті на ціль, замасковану на землі. Нова модель також мала повністю комп'ютеризовану систему наведення, яку можна було оновлювати в польових умовах, а також подальше зменшення ваги для ще однієї модернізації боєголовки. Комп'ютеризована система наведення також мала простий автопілот, який дозволяв ракеті продовжувати політ до останнього відомого місця цілі навіть із втратою сигналу, дозволяючи стартовій платформі вимикати блокування на короткий проміжок часу, поки ракета була в польоті. Усі ці модифікації також покращили ефективність проти морських цілей на низькій висоті. Модель M взята на озброєння США в 1983 році.
Оригінальна ракета RIM-7E могла летіти на швидкості близько 2+ Мах від 30 до 15 000 метрів із дальністю 15–22 кілометри (8,1–11,9 морських миль) (залежно від висоти цілі). RIM-7F отримала підвищення продуктивності, а також покращений безпосередній підривник проти низьколітаючих цілей, оскільки мінімальну висоту було зменшено до 15 метрів або менше. RIM-7M могла вражати цілі на висоті 8 метрів, забезпечуючи певні спроможності проти морських ракет, таких як Exocet.
У той час як велася робота над моделлю М, Військово-морські сили США також представили модернізацію системи керування вогнем Mark 91, «Систему виявлення цілей Mark 23» (англ. Mark 23 Target Acquisition System, TAS). TAS мала 2D-радар середньої дальності та систему «свій — чужий», яка передавала інформацію на нову консоль у бойовий інформаційний центр корабля. Mark 23 автоматично виявляла, визначала пріоритети та відображала потенційні цілі, значно покращуючи час реакції системи в цілому. Mark 23 також використовується для вибору цілей для більшості інших систем озброєння, включаючи вогнепальні та інші ракетні системи. TAS почала надходити на флот в 1980 році.

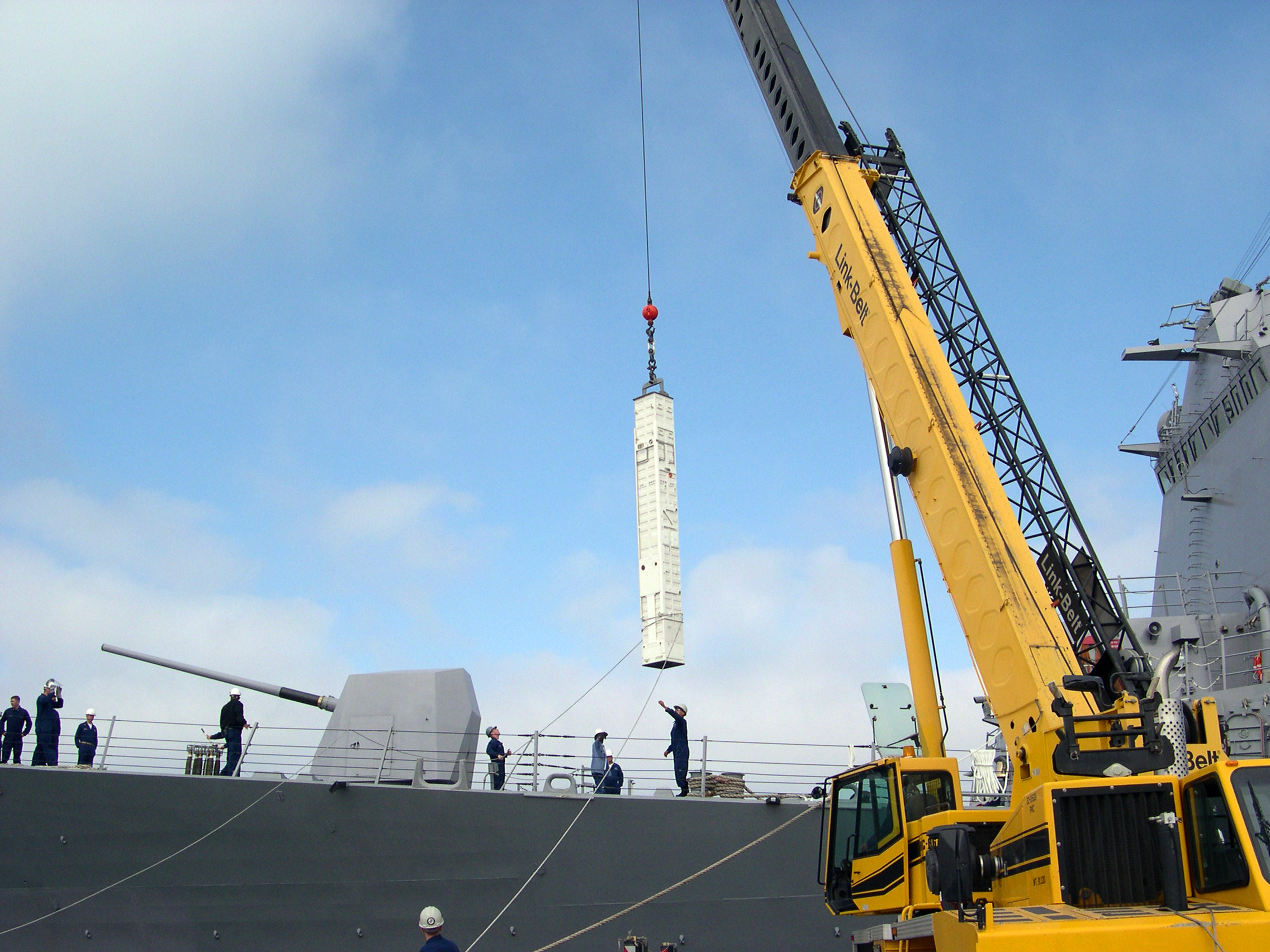
Модернізована Sea Sparrow опускається в контейнер установки вертикального пуску

Офіс проєкту НАТО SEASPARROW також використав оновлення серії M як можливість модернізувати систему, щоб дозволити її запускати з установок вертикального пуску. Ця модифікація використовує пакет «Керування реактивними лопатками» (англ. Jet Vane Control, JVC), розташований у нижній частині ракети. Під час запуску невеликий двигун у JVC піднімає ракету над стартовим кораблем, а потім використовує лопатки, розташовані у власному вихлопі, щоб швидко повернути ракету в правильне вирівнювання з ціллю, яка подається на JVC під час запуску. Що стосується Sea Sparrow, то немає ніякої різниці між тим, як запускати її безпосередньо з пускової установки, чи з використанням JVC, в обох випадках ракета стає активною, спрямовуючись прямо на ціль.
Останньою модернізацією Sparrow стала AIM-7P, у якій замінено систему наведення моделі M на вдосконалену модель, яка дозволяла надсилати модернізовані курси зі стартової платформи через нові антени, встановлені ззаду. Для використання у класі «повітря-повітря» це дозволяло «підняти» ракету над ціллю, а потім спрямовувати її вниз, коли вона наближалася; це дає ракеті більшу дальність, оскільки вона проводить більше часу в розрідженому повітрі на великій висоті. У морському застосуванні це означало, що ракета також могла бути спрямована безпосередньо на невеликі надводні цілі, які інакше б погано відображалися на радарах, дозволяючи потужнішим пошуковим радарам корабля забезпечувати наведення, доки ракета не наблизиться до цілі та відбитий сигнал не стане сильнішим. Це також дало Sea Sparrow дуже корисну вторинну роль проти суден, що дозволяє їй атакувати менші човни.

### Sea Sparrow наземного пуску
2008 року польська компанія Wojskowe Zakłady Uzbrojenia представила модифікації ЗРК «Бук» з ракетами RIM-7 Sea Sparrow та RIM-162 ESSM. 2011 року чеська компанія Retia презентувала варіант із трьома пусковими контейнерами зенітних ракет Aspide (заснована на RIM-7E). Обидві системи не знайшли замовників.

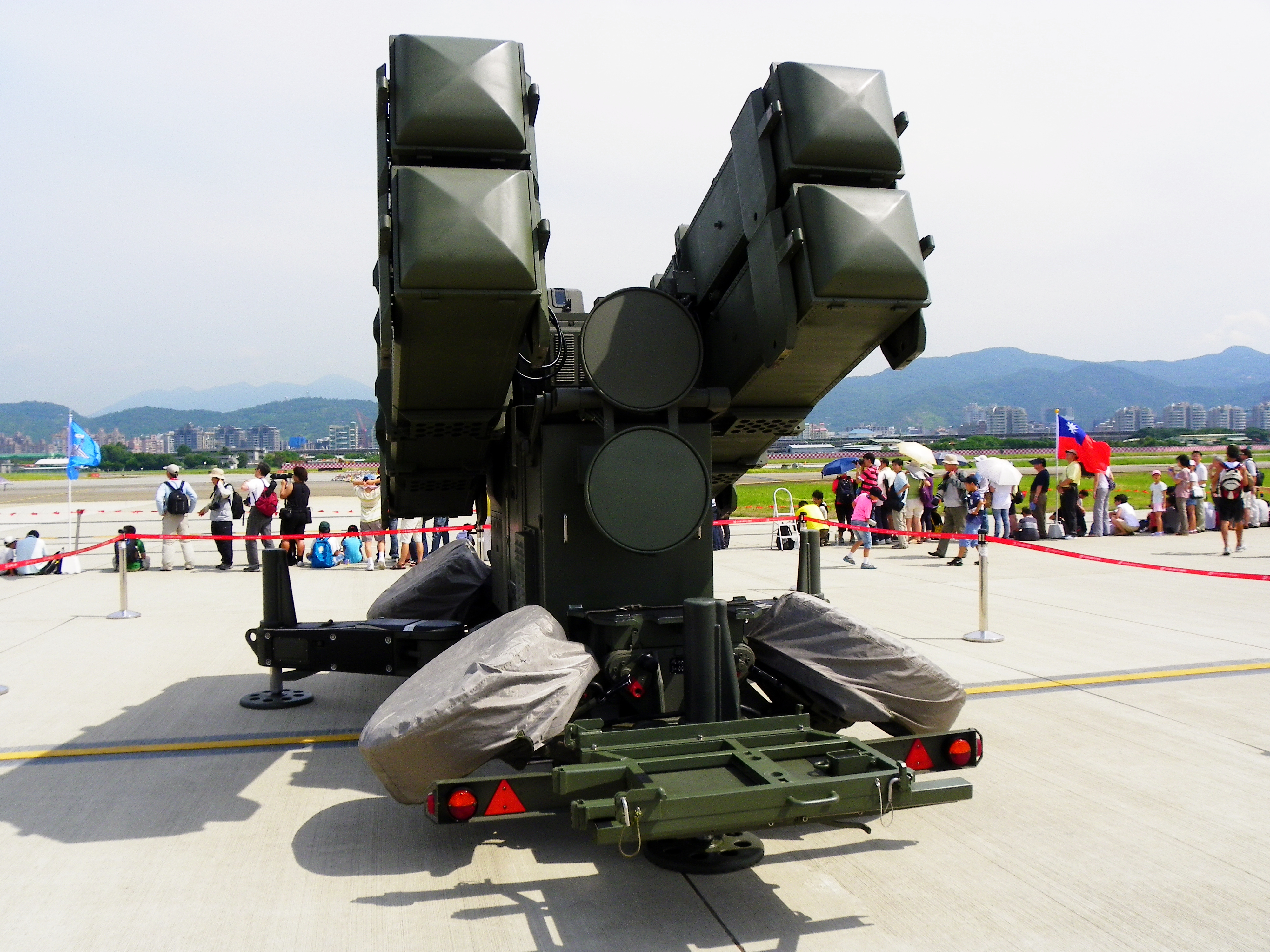
Буксировані пускові установки ЗРК RIM-7

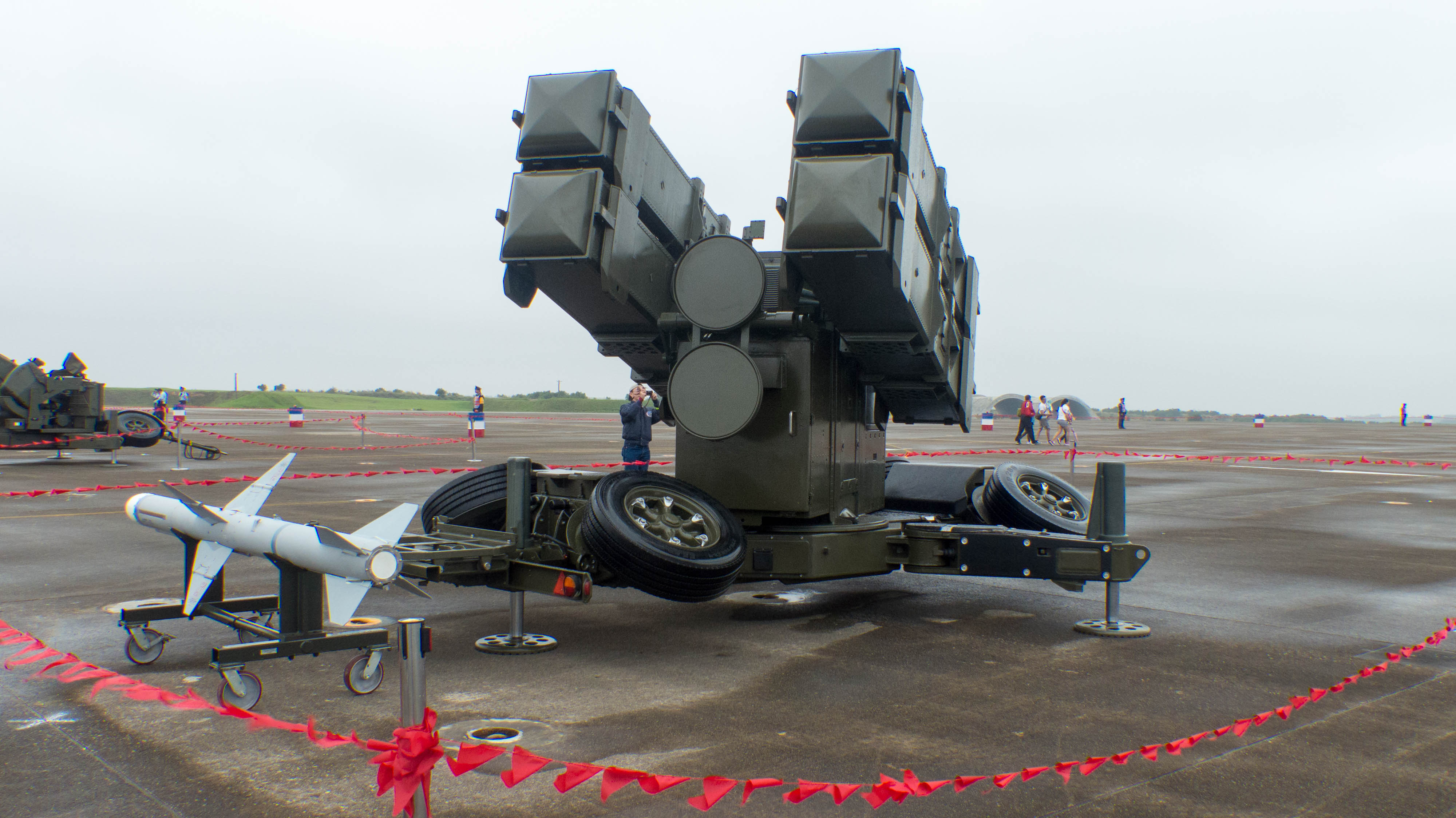
Демонстрація ракетної пускової установки RIM-7 на

Тайвань використовує наземні пускові установки Sea Sparrows як частину системи Skyguard SHORAD. П'ятсот ракет надійшли на озброєння в 1991 році і розгорнуті на причепах з чотирма коробчатими пусковими установками. У 2012 році вони були тимчасово зняті з озброєння після двох відмов ракет під час випробувань, а також через відмову відповідної AIM-7 під час тих самих навчань. На початку 2023 року було оголошено, що США передадуть Україні ракети Sea Sparrow, модифіковані для запуску з ракетного комплексу 9К37 «Бук».

### Удосконалена ракета Sea Sparrow (ESSM)

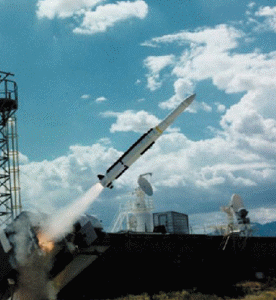
Запуск удосконаленої ракети Sea Sparrow зі збільшеною секцією двигуна.

Хоча спочатку Військово-морські сили і Повітряні сили США планували додаткові модернізації для Sparrow, зокрема AIM-7R з комбінацією радіолокаційної/інфрачервоної головки самонаведення, у грудні 1996 року вони були скасовані на користь набагато досконалішої AIM-120 AMRAAM. Оскільки зв'язок між бортовою та корабельною версіями Sparrow розірвано, компанія Raytheon запропонувала значно більший набір модернізацій для Sea Sparrow — RIM-7R Evolved Sea Sparrow Missile (ESSM). Зміни були настільки масштабними, що проєкт був перейменований, ставши RIM-162 ESSM.
RIM-162 ESSM має існуючу секцію наведення від RIM-7P, що встановлена на абсолютно новій задній частині. Нова ракета має діаметр 25 см замість попередніх 20 см, що дозволяє використовувати набагато потужніший двигун. Вона також повністю позбулася розташованих посередині крил, замінивши їх довгим оперенням, подібним до того, що було на ракетах «Standard» (і практично на всіх інших ракетах Військово-морських сил США з 1950-х років), і має переміщене керування наведенням на заднє оперення. Рульове управління ESSM на базі хвостового оперення споживає більше енергії, але забезпечує значно вищу маневреність, коли двигун працює.
Чотирьохракетний пакет Mark 25 була розроблена у 1990-х роках для розміщення чотирьох ESSM в одній камері Mk 41 VLS. Для використання установок вертикального пуску ESSM оснащені тією ж системою JVC, що й попередні версії.

## Оператори

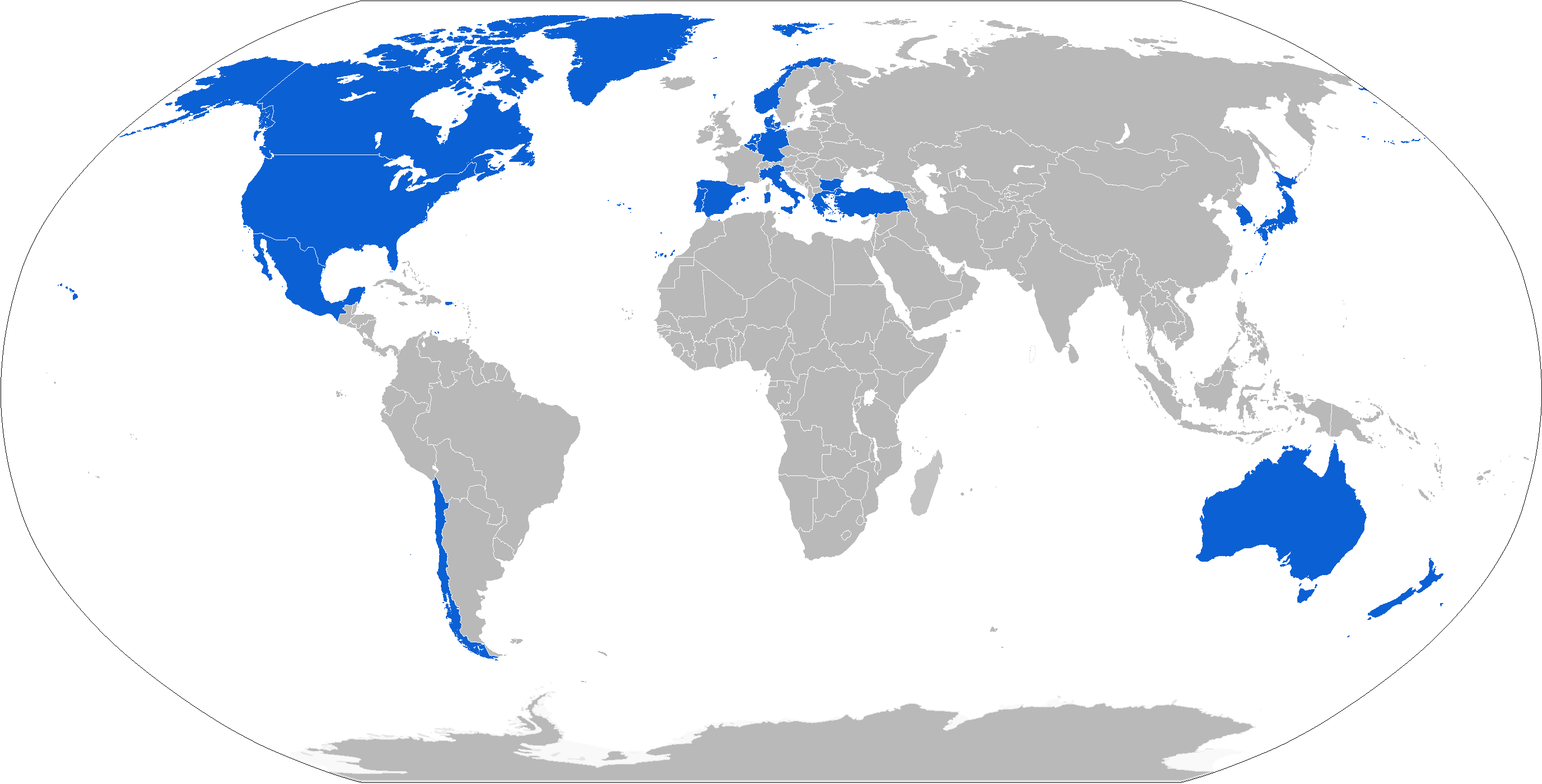
Оператори RIM-7 позначені синім кольором

### Поточні оператори
Бельгія
- Військово-морські сили Бельгії

 Болгарія
- Військово-морські сили Болгарії

 Чилі
- Військово-морські сили Чилі

 Данія
- Королівські військово-морські сили Данії

 Німеччина
- Військово-морські сили Німеччини

 Греція
- Військово-морські сили Греції

 Італія
- Військово-морські сили Італії

 Японія
- Військово-морські Сили Самооборони

 Південна Корея
- Військово-морські сили Республіки Корея

 Мексика
- Військово-морські сили Мексики

 Нідерланди
- Військово-морські сили Нідерландів

 Норвегія
- Військово-морські сили Норвегії

 Португалія
- Військово-морські сили Португалії

 Іспанія
- Військово-морські сили Іспанії

 Туреччина
- Військово-морські сили Туреччини

 США
- Військово-морські сили США

 Україна
- Повітряні сили Збройних Сил України

### Колишні оператори
Австралія
- Королівський австралійський військово-морський флот

 Канада
- Військово-морські сили Канади

 Нова Зеландія
- Військово-морські сили Нової Зеландії

### Україна
6 січня 2023 про передачу цих ракет було оголошено в пакеті допомоги від США. За даними Politico, Україна змогла адаптувати ЗРК «Бук» для запуску цих ракет і, таким чином, стала другою після Тайваню країною, що має наземні пускові установки для Sea Sparrow. У листопаді 2023 року Командування ПС ЗСУ підтвердило інтеграцію «Бук-М1» та RIM-7. Цей та інші подібні проєкти отримали неформальну назву FrankenSAM (англ. Frankenstein + SAM — Франкенштайн + ЗРК).